# شوالونگن
شوالونگن (به آلمانی: Schwallungen) یک شهر در آلمان است که در اشمالکالدن-ماینینگن واقع شده‌است. شوالونگن ۲٬۶۹۱ نفر جمعیت دارد.